# Mukia
Mukia es un género con ocho especies de plantas con flores perteneciente a la familia Cucurbitaceae. 

## Especies seleccionadas
| - Mukia althaeoides - Mukia celebica - Mukia javanica - Mukia leiosperma | - Mukia maderaspatana - Mukia micrantha - Mukia rottleri - Mukia scabrella |